# Louisville Bats
Louisville Bats – amerykańska drużyna baseballowa mająca swoją siedzibę w Louisville w stanie Kentucky.
 Od 2000 roku jest klubem farmerskim Cincinnati Reds.